# رودولف زلیگر
رودولف زلیگر (آلمانی: Rudolf Seliger؛ زادهٔ ۲۰ سپتامبر ۱۹۵۱) بازیکن فوتبال اهل آلمان بود.
از باشگاه‌هایی که در آن بازی کرده‌است می‌توان به باشگاه فوتبال فورتونا دوسلدورف و باشگاه فوتبال دویسبورگ اشاره کرد.
وی به‌همراه تیم ملی فوتبال آلمان غربی در بازی‌های المپیک تابستانی ۱۹۷۲ شرکت کرده‌است.